# Виживання мерців
Виживання мерців (англ. Survival of the Dead) — американський фільм жахів 2009 року.

## Сюжет
Група солдатів шукає притулок, щоб уникнути епідемії зомбі, яка руйнує світ. Вони знаходять острів, на якому вони опиняються між двома ворогуючими родинами. Одна вважає, що вони не повинні вбивати мерців, і воліють почекати поки не знайдеться спосіб вилікувати їх. Інші намагаються знищити всіх зомбі на своєму шляху. З приходом сторонніх, напруга між ними зростає.

## У ролях
| Актор             | Роль                   |
| ----------------- | ---------------------- |
| Алан Ван Спренг   | сержант Нікотин Крокет |
| Кеннет Велш       | Патрік О'Флінн         |
| Кетлін Манро      | Джанет / Джейн О'Флінн |
| Річард Фіцпатрік  | Шеймус Малдун          |
| Афіна Карканіс    | Томбой                 |
| Стефано Коласітті | Франциско              |
| Девон Бостік      | Бой                    |
| Джоріс Джарскі    | Чак                    |
| Ерік Вулф         | Кенні                  |
| Джуліан Річінгс   | Джеймс                 |

## Реліз
У вересні 2009 року фільм Джорджа Ромеро «Виживання меців» був показаний на Міжнародному кінофестивалі в Торонто, Венеційському кінофестивалі (де він претендував на головний приз фестивалю — Золотого лева), «Трійці жахів», Фантастичному фестивалі в Остіні, штат Техас, та Фестивалі нового кіно в Монреалі, де його представив Джордж Ромеро. 15 березня 2010 року фільм вийшов на DVD у Великій Британії.
У США фільм вийшов 30 квітня 2010 року на VOD і транслювався лише одну ніч на каналі HDNET Movies 26 травня 2010 року. 28 травня 2010 року «Виживання мерців» вийшов у 20 кінотеатрах, зібравши за перший вікенд $43 757, що в середньому становить $2 188 на кінотеатр. Станом на 1 серпня 2010 року фільм зібрав $101,740 та $41,451 у міжнародному прокаті, що в сумі склало $143,191. Фільм став хедлайнером Техаського фестивалю жахів, який проходив з 28 квітня по 1 травня 2010 року. Також відбувся показ у Медісон-сквер-гарден, під час зомбі-параду 16 травня 2010 р. Джордж А. Ромеро був присутній на заході, а також на показі за участю перших 300 учасників. Фільм вийшов на Blu-ray і DVD 24 серпня 2010 р.